# السماك الانحلالي للبشرة
السماك الانحلالي للبشرة( Epidermolytic ichthyosis)( EI )، المعروف سابقًا باسم فرط التقرن الانحلالي للبشرة(epidermolytic hyperkeratosis)، هو شكل حاد من الجلد الجاف المتقشر، حيث يبدأ باحمرار، و بثور، و انهيار الجلد، و التقشير عند الأطفال حديثي الولادة.   ثم بعدها عادة ما يتطور إلى التقرن المفرط (سماكة) الجلد بعد عدة أشهر.  و تشمل الأعراض الأخرى الحكة و التشققات المؤلمة و رائحة الجسم القوية و غياب العرق.  كما تختلف شدة الاعراض حسب مدى تورط الجلد.  قد تشمل المضاعفات التَّجْفَاف ، و العدوى بما في ذلك الإنتان ، و مشاكل المفاصل، وعدم توازن الكهرل. 
و هو ناجم عن طفرة جينية في الجين الذي يشفر بروتينات الكيراتين 1 أو الكيراتين 10 ، مما يؤدي إلى خلل في بنية الطبقة الخارجية من الجلد.  يتم توريث هذه الحالة في الغالب بنمط صبغي جسمي سائد.  و بدرجة أقل، و يوجد على شكل نمط صبغي متنح.  أما التشخيص فيتم من خلال مظهره، و خزعة الجلد،و الاختبار الجيني.  و ينقسم النوعان الرئيسيان إلى نوع يتضمن الراحتين والأخمصين و الآخر بدونهما. 
يتضمن العلاج وضع مرطبات سميكة بانتظام.  إضافة إلى ذلك، تشمل العلاجات الأخرى الرتينوئيدات: ن-أسيتيل سيستئين(N-acetylcysteine) ، و لياروزول(liarozole )، و كالسيبوتريول(calcipotriol)   ، التي يتم تطبيقها على الجلد ككريمات أو أخذها عن طريق الفم. علاوة على ذلك، قد يؤدي الصابون المضاد للبكتيريا، والكلورهيكسيدين ، وحمامات هيبوكلوريت الصوديوم المخففة إلى تقليل الاستعمار البكتيري الثانوي للجلد.  و تقل خطورة الحالة عمومًا مع تقدم العمر. 
السماك الانحلالي للبشرة نادر الحدوث، حيث يؤثر على حوالي 1 من بين 200000 إلى 300000 مولود جديد. و يتأثر الذكور والإناث بشكل متساوٍ.  تم وصف الحالة لأول مرة في عام 1902 من قبل بروك.  تم تصنيفها لأول مرة من خلال وجودها أو عدم وجودها في الراحتين و الأخمصين من قبل ديجيوفانا وبيل في عام 1994.   غالبًا ما عُزِل المتضررون اجتماعيًا بسبب هذه الحالة سابقا. 